# 鄉原站

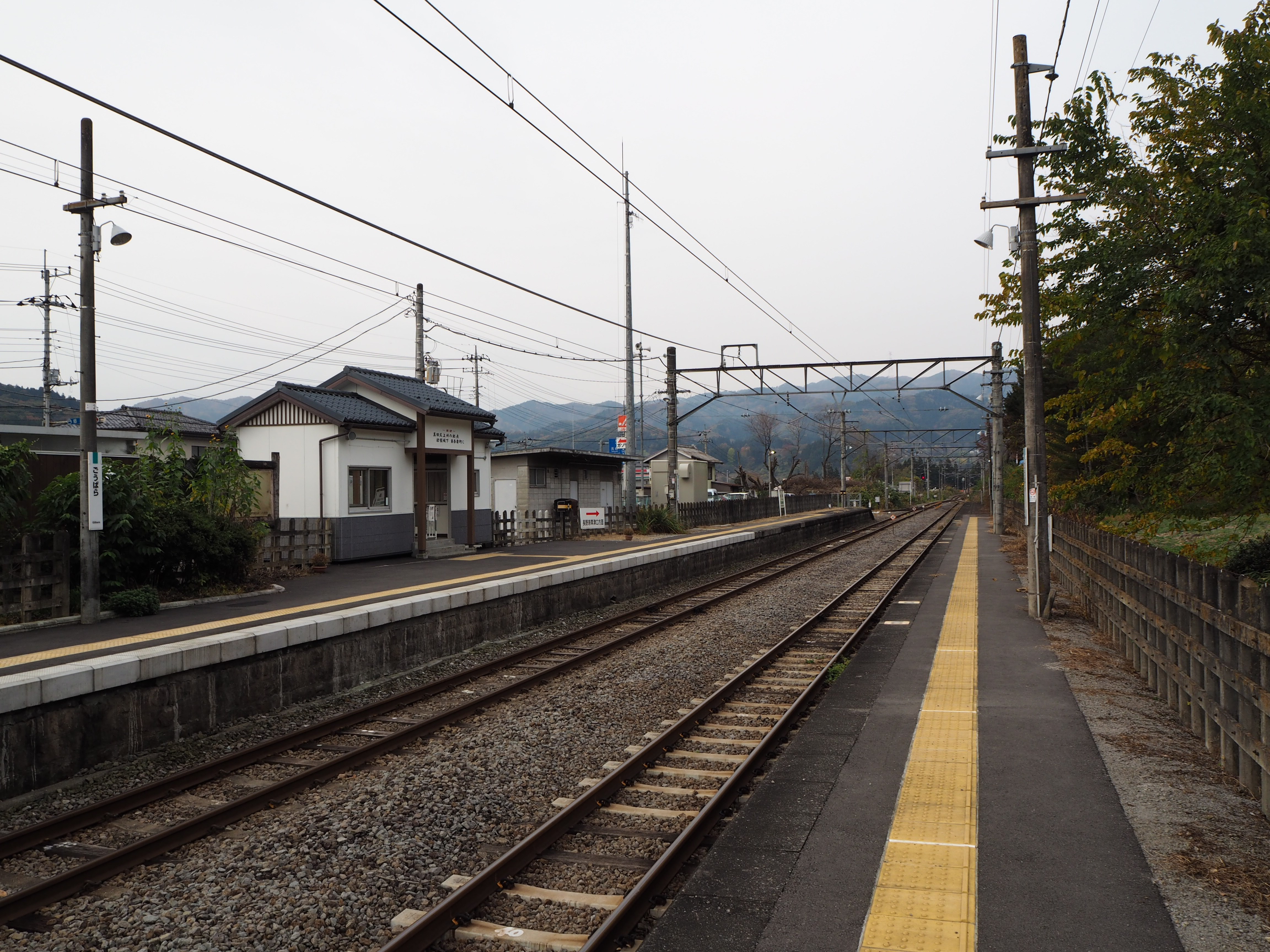
月台（2015年11月）

鄉原站（日语：／ Gōbara eki */?）是位於群馬縣吾妻郡東吾妻町大字鄉原607番地，東日本旅客鐵道（JR東日本）的吾妻線車站。

## 歷史
- 1946年（昭和21年）4月20日：車站啟用[1]。在建設車站時進行了考古發掘，發現了國家指定重要文化財心形泥人像（日语：ハート形土偶）。
- 1971年（昭和46年）2月1日：成為無人車站。
- 1987年（昭和62年）4月1日：伴隨國鐵分割民營化，車站由東日本旅客鐵道（JR東日本）營運[2]。
- 2014年（平成26年）10月1日：此站編入至東京近郊區間[3]。

## 車站構造
車站是一座地面車站，設有2面2線的相對式月台。此站是由中之條站管理的無人車站。兩月台之間設有站內平交道連接。

### 月台
| 月台         | 路線    | 上下行 | 方向             |
| ------------ | ------- | ------ | ---------------- |
| 車站大樓一方 | ■吾妻線 | 下行   | 長野原草津口方向 |
| 車站大樓對面 | ■吾妻線 | 上行   | 高崎方向         |

參考
※在資訊上沒有編排月台編號。

## 使用狀況
以下為1日平均乘車人次：
| 年度   | 一日平均 乘車人次 |
| ------ | ----------------- |
| 2002年 | 115               |
| 2003年 | 110               |
| 2004年 | 120               |
| 2005年 | 120               |
| 2006年 | 121               |
| 2007年 | 121               |
| 2008年 | 114               |
| 2009年 | 88                |
| 2010年 | 84                |
| 2011年 | 86                |

## 車站周邊
- 厚田簡易郵局
- 岩櫃城（日语：岩櫃城）蹟
- 岩櫃山（日语：岩櫃山）[1]
- 鄉原城蹟 - 守護岩櫃城西邊的城堡[6]
- 潜龍院蹟 - 為了迎接武田勝賴，由真田昌幸建設
- 真田道
- 古民家菅原家
- 榛名神社
- 岩櫃螢火蟲之鄉（舟窪之名水）

## 巴士路線
| 乘車場 | 系統           | 主要途經                     | 目的地       | 巴士公司 | 備註         |
| ------ | -------------- | ---------------------------- | ------------ | -------- | ------------ |
|        |                | 矢倉站前、岩島站前、天狗之湯 | 原町站       | 關越交通 | 左回         |
|        | 立石           | 原町站                       | 右回         | 關越交通 |              |
|        |                | 大戶                         | 大柏木       | 關越交通 | 平日黃昏服務 |
|        | 上之宮、原町站 | 日赤醫院                     | 平日早上服務 | 關越交通 |              |

## 相鄰車站
東日本旅客鐵道（JR東日本）
■吾妻線
群馬原町－鄉原－矢倉

## 注腳
1. 1 2 3 4 5 6 7  . 週刊朝日百科. 12号 大宮駅・野辺山駅・川原湯温泉駅ほか. 朝日新聞出版. 2012-10-28: 24 （日语）.
2. ↑  『交通年鑑 昭和63年版』 交通協力會，1988年3月。
3. ↑   (PDF) (新闻稿). 東日本旅客鐵道. 2014-05-26  [2020-05-24]. （原始内容 (PDF)存档于2019-06-29） （日语）.
4. ↑  JR東日本:駅構内図 （页面存档备份，存于）（日語）
5. ↑  群馬縣統計年鑑
6. ↑  郷原城と潜竜院（日語）岩櫃城興亡史

## 外部連結
- 車站資訊（鄉原）：東日本旅客鐵道（日語）